# 聖經與古蘭經的相似之處
《古蘭經》包含了很多《聖經》也有的人物和事件；特別是關於伊斯蘭教先知們的故事。這些包括穆萨（摩西）、达伍德（大衛王），以及爾撒（耶穌）。
穆斯林相信穆萨得到《讨拉特》（希伯來文是妥拉，即律法书）；达伍德得到《宰逋尔》（即《聖經·詩篇》）；而尔撒得到的是《引支勒》（即“福音”或《福音書》）。這些都是來自猶太教、基督教與伊斯蘭教共同的上帝的教授。傳統上穆斯林認為《古蘭經》之前的經典未必等同於現在的希伯來聖經及基督教的新約聖經，其中亦有人傾向於懷疑基督教《聖經》的真確性，故傳統的穆斯林僅信奉《古蘭經》為完整且真確的宗教啟示內容。
古蘭經提及過的聖經人物通常只有少數詳細資料，經文內容傾向集中於事件裡道德上的教育意義、認主獨一的重要性等。儘管被傳統伊斯蘭教徒質疑，少數遜尼派以外的穆斯林相信可以在聖經中找尋人物更詳細、完整的面貌。至於現今的穆斯林，特別是年青一代，在歐美國家長大的他們都慣於和基督徒展開不同的交流活動，以相信不同的宗教書籍是共同的造物主創造為基礎，以配合不同時代、不同地方的人來對話；這可以試著解釋《古蘭經》與《聖經》之間的分別，又不用互相指責對方是歪曲事實，相互尊重下加深瞭解。

## 人物及事物列表
《聖經》裡的名字在先，接著是在《古兰经》的名字（若有分別的話）。

### A
- 耶和华（Jehovah）/阿拉（Allah）
- 亞當（Adam）/阿丹（Adam）
- 亞伯拉罕（Abraham）/易卜拉欣（Ibrahim）
- 亞伯（Abel）/（Habil – 古蘭經裡沒提到名字，稱為“亞當之子”）
- 亞倫（Aaron）/哈伦（Harun）
- 十二使徒（The Apostles）/（Al Hawaryyoon – 古蘭經裡沒提到名字和數目）

### C
- 該隱（Cain）/（Qabil – 古蘭經裡沒提到名字，只稱“亞當之子”）

### D
- 大衛（David）/ 达吾德（Daud）

### E
- 摩西殺的埃及人（古蘭經裡沒提到名字）
- 以利亞（Elias/Elijah）/ 易勒雅斯（Ilyas）
- 以利沙（Elisha）/ 艾勒·叶赛（Al Yasa）
- 以利沙伯（Elizabeth）/（古蘭經裡沒提到名字，只稱“撒加利亞之妻”）
- 以諾（Enoch）/ 伊德里斯（Idris）
- 以斯帖（Esther）
- 夏娃（Eve）/哈娃（Hawwah）
- 以西結（Ezekiel）/（Dhu al Kifl –準確度具爭議性）
- 以斯拉（Ezra）/ 欧宰尔（'Uzayr）

### G
- 上帝/天主（Elohim/Lord）/ 阿拉（Allah）
- 加百列（Gabriel）/吉卜利勒（Jibril）
- 歌利亞（Goliath）/（Jalut）

### I
- 以撒（Isaac）/易斯哈格（Ishaq）
- 以实玛利（或依市玛耳，Ishmael）/易斯马仪（Isma'il）

### J
- 雅各（Jacob）/叶尔孤白（Ya'qub）
- 耶穌（Jesus）/爾撒（Isa）
- 約伯（Job）/艾尤布（Ayyub）
- 約基別（Jochebed）（古蘭經裡沒提到名字）
- 施洗約翰（John the Baptist）/（Yahya）
- 約拿（Jonah）/ 优努斯（Yunus）
- 約瑟（Joseph）/优素福（Yusuf）
- 約瑟之兄弟（古蘭經裡沒提到名字，聖經裡有十一個有名字）
- 約瑟之僕人們（兩書都沒提到名字）

### K
- 可拉（Korah）/（Qarun）

### L
- 羅得（Lot）/鲁特（Lut）
- 羅得之妻（Lot's wife）（兩書都沒提到名字）

### M
- 馬利亞（Mary）/麦尔彦（Mariam）
- 米利暗（Miriam，摩西（穆萨）的姊姊）
- 米迦勒（Michael, Angel）/ 米卡尔（Mikhail）
- 摩西（Moses）/穆萨（Musa）
- 摩西（穆萨）的岳父（古蘭經裡沒提到名字，聖經裡有 Reuel、Jethro和Syu'ib三個名字）

### N
- 挪亞（Noah）/ 努哈（Nuh）
- 挪亞的孩子（古蘭經裡沒提到名字，聖經裡有三個名字閃、含和雅弗三個名字）
- 挪亞的太太（兩書都沒提到名字）

### P
- 法老王（Pharaoh）/（Fir'awn）
- 法老王膳長（Chief baker）（兩書都沒提到名字，古蘭經稱為“一個年輕人”）
- 法老王酒政（Pharaoh's Chief cupbearer）（兩書都沒提到名字，古蘭經稱為“一個年輕人”）
- 波提乏（Potiphar）/阿齐兹（The Aziz）
- 波提乏之妻（Potiphar's Wife）（兩書都沒提到名字，伊斯蘭教傳統叫作 Zulaykha）

### R
- 拉結（Rachel）（古蘭經裡沒提到名字）

### S
- 示巴女王（Queen of Sheba）（古蘭經裡沒提到名字，但阿拉伯傳統叫作 Bilqis）
- 掃羅王（Saul）/（Talut）
- 撒母耳（Samuel）（古蘭經裡沒提到名字，古蘭經稱為“一個先知”）
- 撒拉（Sarah）（古蘭經裡沒提到名字，古蘭經稱為“易卜拉欣之妻”）
- 塞特(Seth)/塞斯(Shēth)
- 所羅門（Solomon）/ 苏莱曼（Sulaiman）
- 撒但（Satan）/ 衰旦（Shaitan）

### T
- 他拉（Terah）（古蘭經裡沒提到名字）

### Z
- 撒迦利亞（Zechariah）/宰克里亚（Zakariya）
- 西坡拉（Zipporah）（古蘭經裡沒提到名字）